# Buchara (stad)
Buchara (Oezbeeks: Buxoro; Perzisch: بُخارا; Bukhârâ; Russisch: Бухара; Tataars: Boxara) is een van de belangrijkste steden in het huidige Oezbekistan. Buchara telt naar schatting 234.700 inwoners.

## Cultuur
De bevolking bestaat voor het merendeel uit etnische Oezbeken en Tadzjieken. Samen met Samarkand vormt de stad een historische en cultureel centrum van het land.
De stad lag tot 1868 in een onafhankelijk gebied onder de naam Kanaat Buchara en later Emiraat Buchara. Daarna was de regio een gedeeltelijk autonoom deel van het Russische Rijk (als onderdeel van het generaal-gouvernement Turkestan) en de Sovjet-Unie.
Het historische centrum van Buchara is door UNESCO tot werelderfgoed verklaard. De gerestaureerde monumenten zijn in de loop der eeuwen vaak meerdere malen (deels) herbouwd. Tot de belangrijkste bezienswaardigheden behoren:

## Bezienswaardigheden
- Het Po-i-Kalân Complex bestaande uit:
  - De Kalyan-minaret of Grote Minaret (Perzisch: Minârâ-i Kalân ) deels 12e eeuw.
  - De Kalân-moskee
  - De Mir-i Arab-madrassa
- Het Ismail Samani-mausoleum uit de 10e eeuw, in de vroege 20e eeuw uitgegraven en gerestaureerd.
- Het Chasma-Ayub-mausoleum (Bron van Job).
- Het Lab-I Hauz (Bij de vijver) ensemble met de Nadir Divanbegi-madrassa (vroege 17e eeuw) en de Kukeldash-madrassa (late 16e eeuw)
- De Kosh-madrassa, bestaand uit de Modar-I Khan- en de Abdullah Khan-madrassa.
- Ulug Beg Madrassa (vroege 15e eeuw) en de tegenoverliggende 17e-eeuwse Abdul Azis Madrassa.
- Chor Minor (Vier minaretten); de voormalige (19e-eeuwse) toegangspoort tot een madrassa.
- Magok-i-Attari, deels 16e-eeuws, gebouwd op vroegere fundamenten van onder meer een zoroastrische tempel.
- De als bazaar fungerende:
  - Tok-i Zaragon, koepel van de juweliers.
  - Tok-i Tilpak Furushon, koepel van de hoedenmakers.
  - Tok-i Sarrafon, koepel van de geldwisselaars.
- De Ark (het Fort), stadspoort, kazerne en militaire versterking; deels 16e-/18e-eeuws.

Buchara is befaamd om het borduurwerk. Met name goudborduurwerk en het borduren van de zogenaamde Suzani's kent hier een lange traditie.
Onder een Bucharatapijt (ook: Bochara kleed) verstaat men een (niet per se in Buchara) geknoopt oosters tapijt, met een patroon dat grotendeels bestaat uit zich herhalende geometrische, in oorsprong tribale emblemen van Centraal-Aziatische tot de Turkse volkeren behorende nomaden.

### Galerij

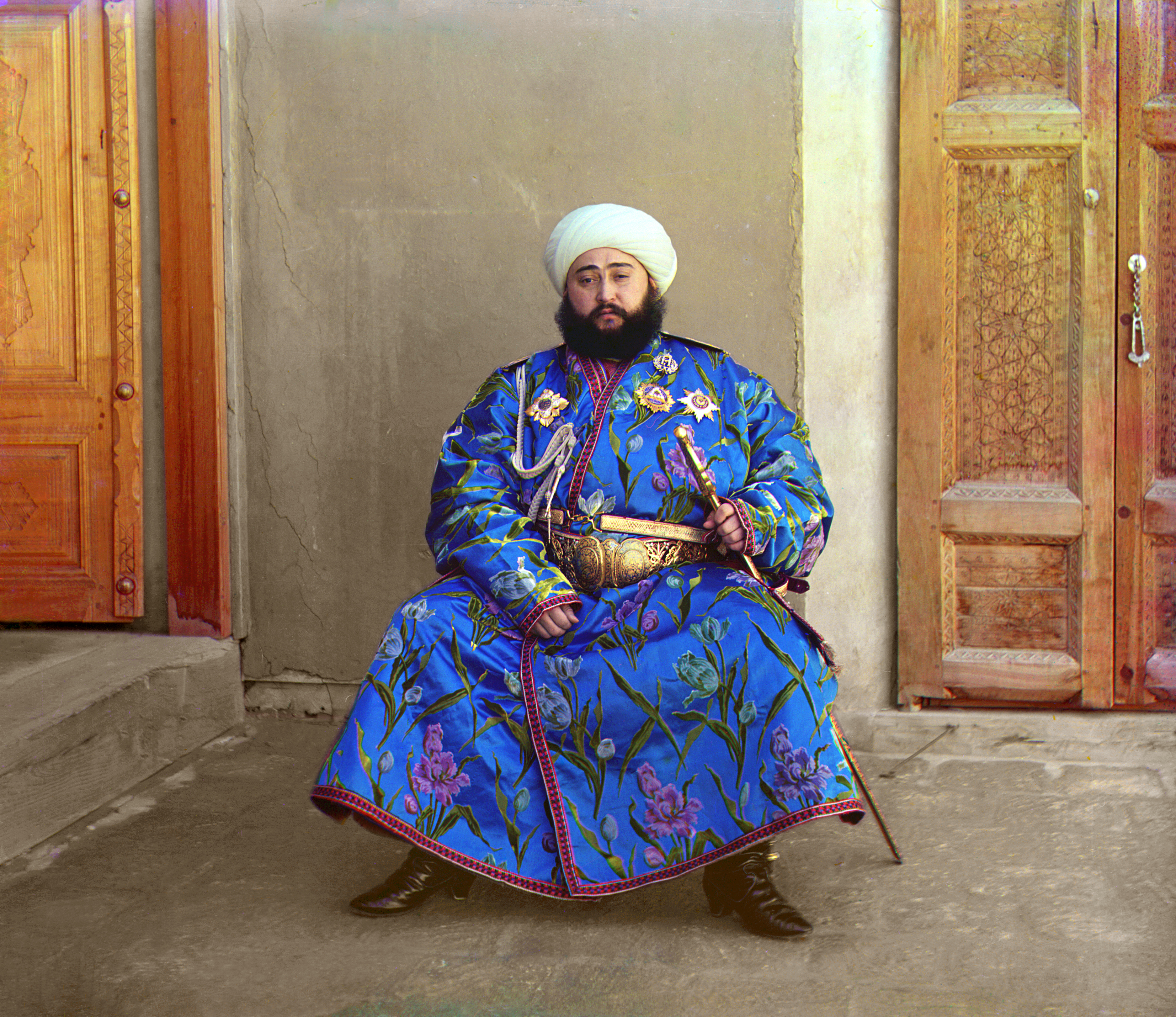
Mohammed Alim Khan, de laatste emir van het emiraat Buchara
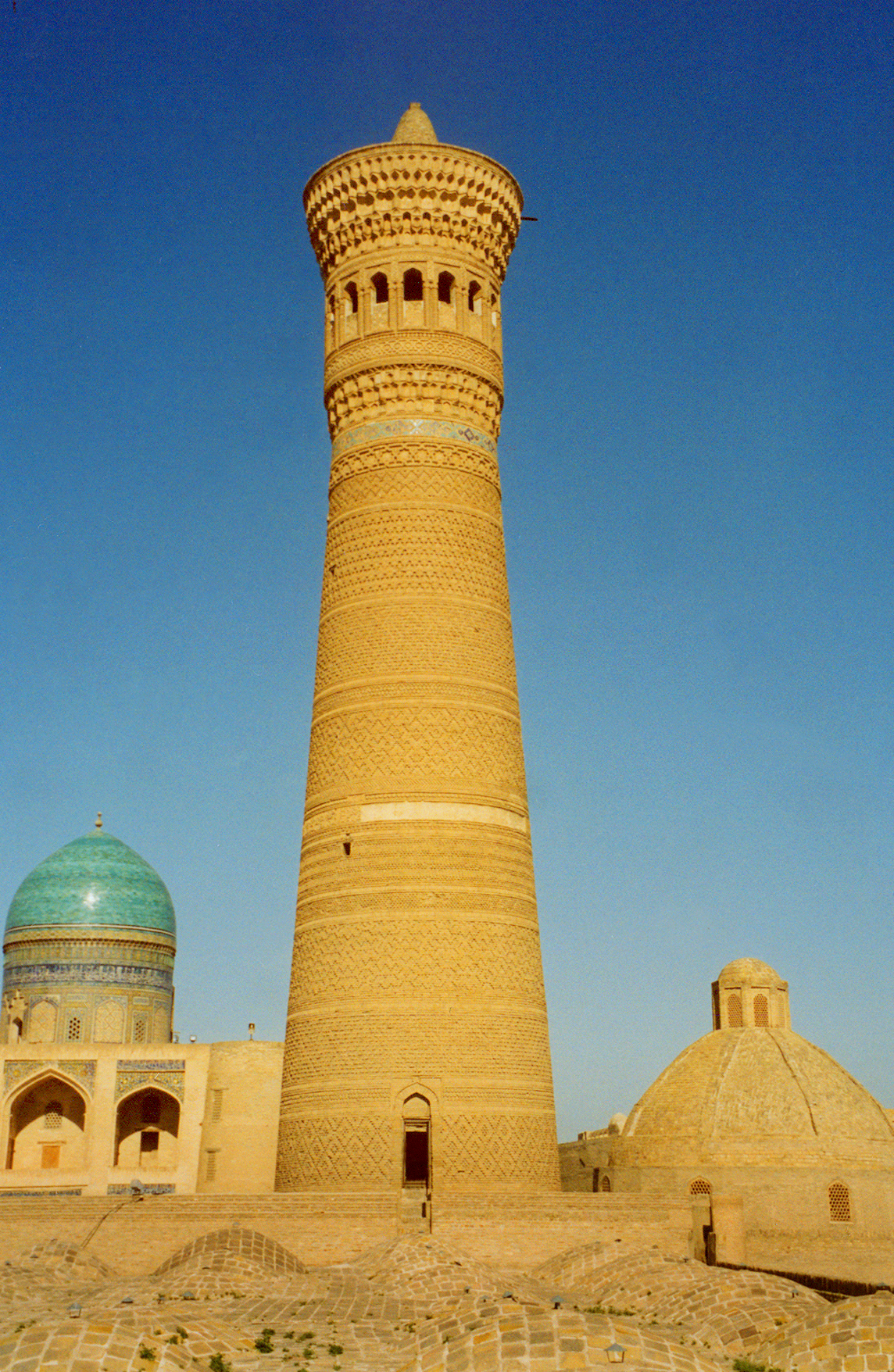
Kalyanminaret van de Po-i-Kalyanmoskee
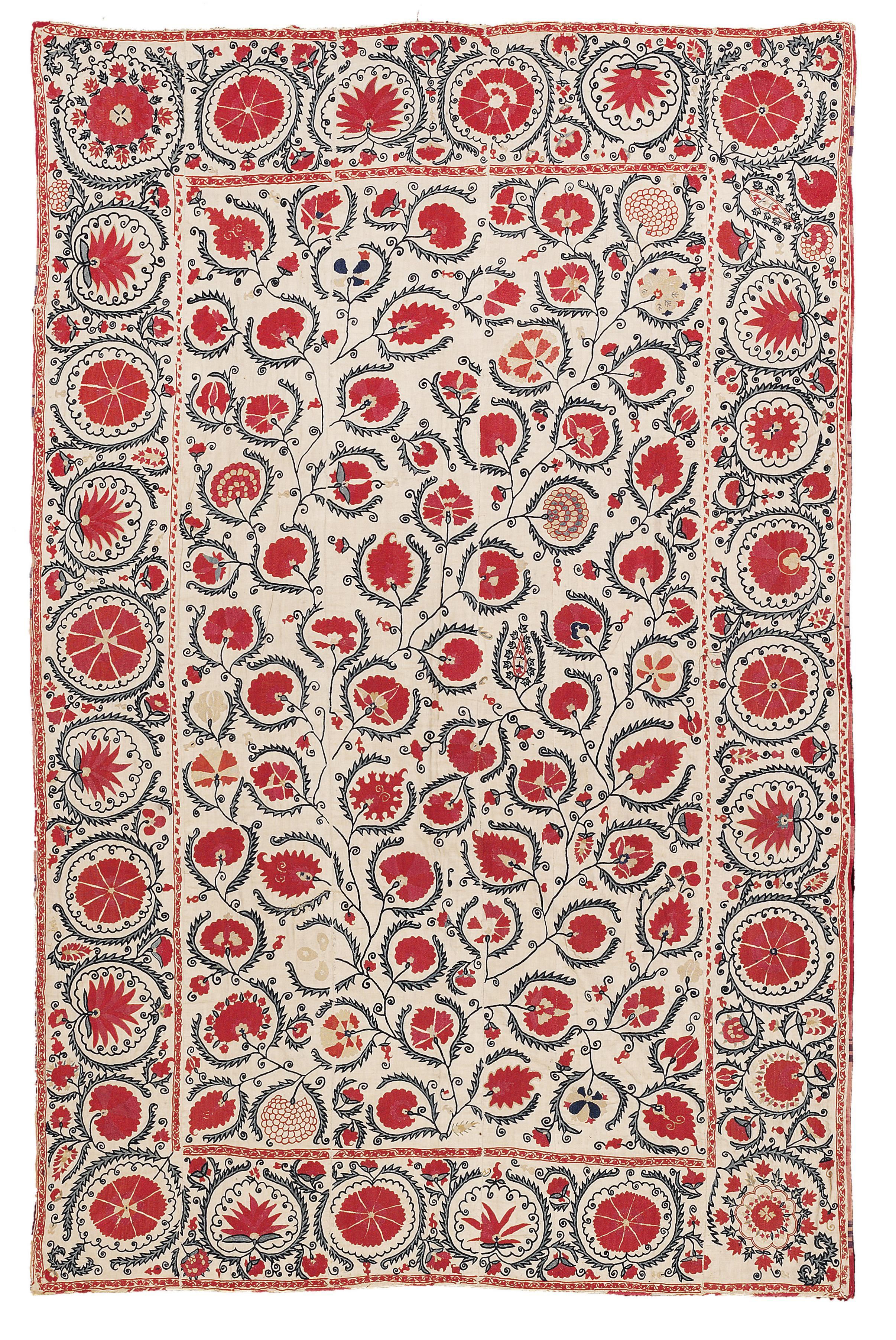
Suzani, Buchara 1850
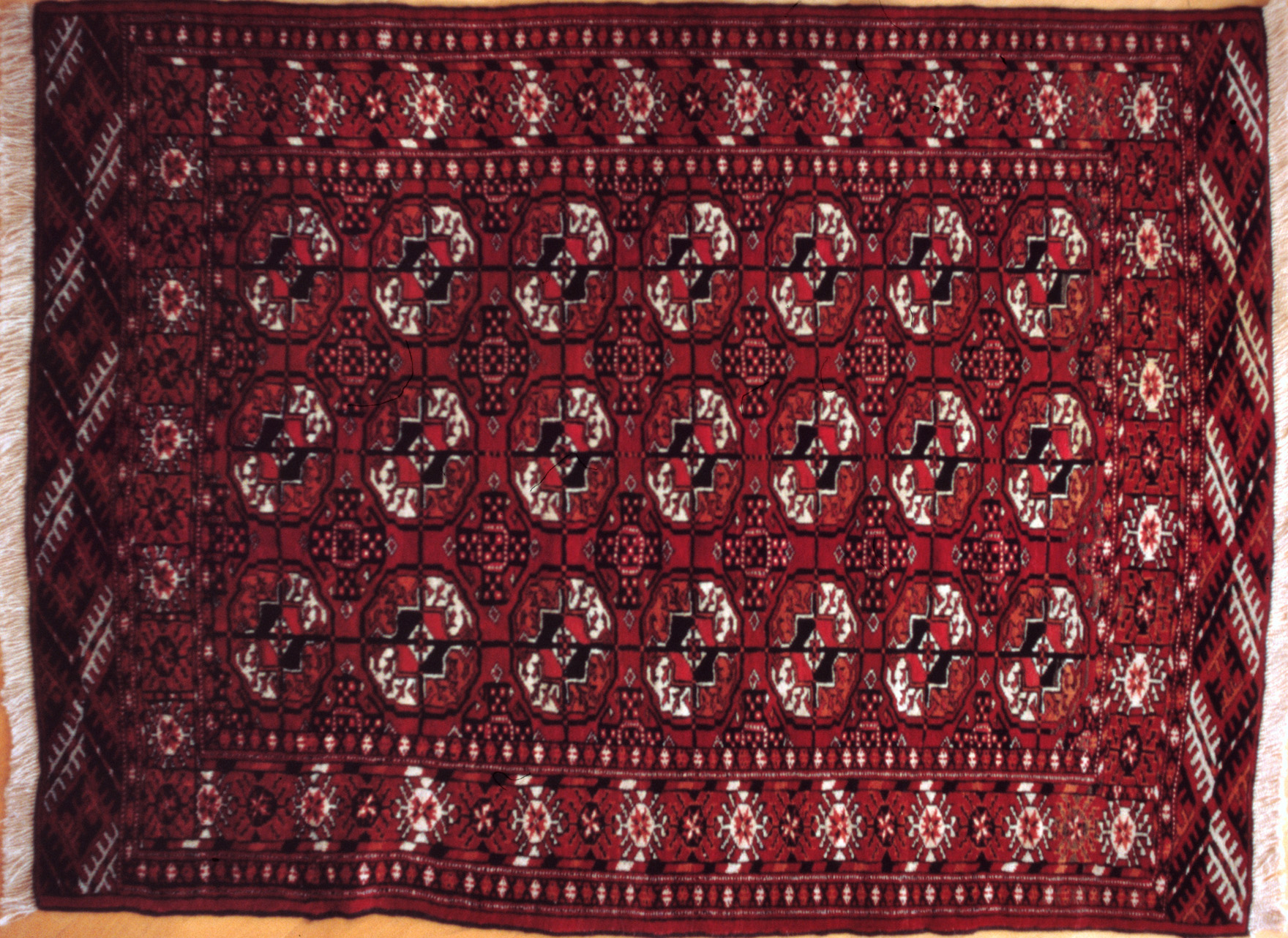
Een Bucharatapijt. Rusland 20e eeuw.
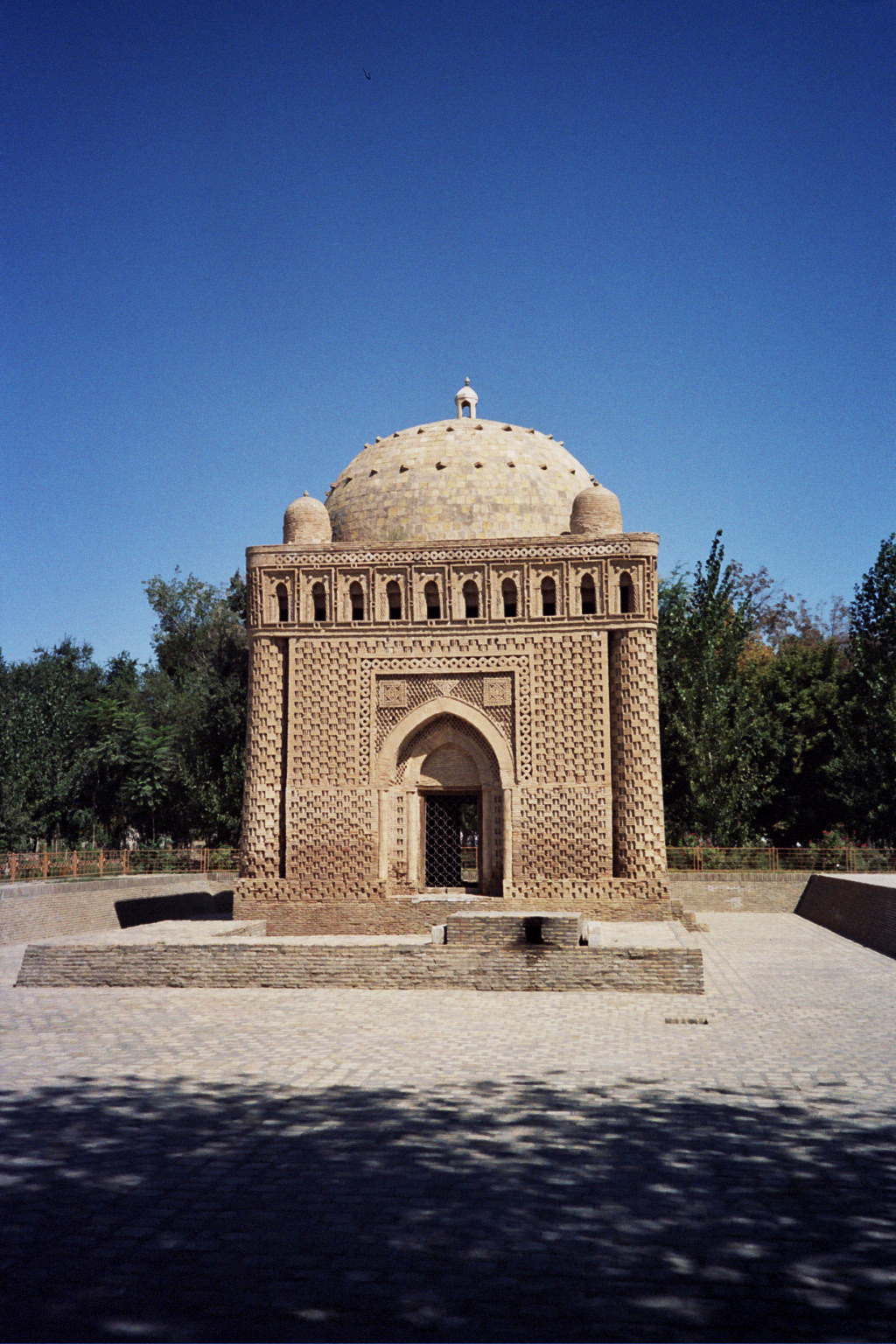
Het in de 20e eeuw gerestaureerde Samanidische Mausoleum,10e eeuw.
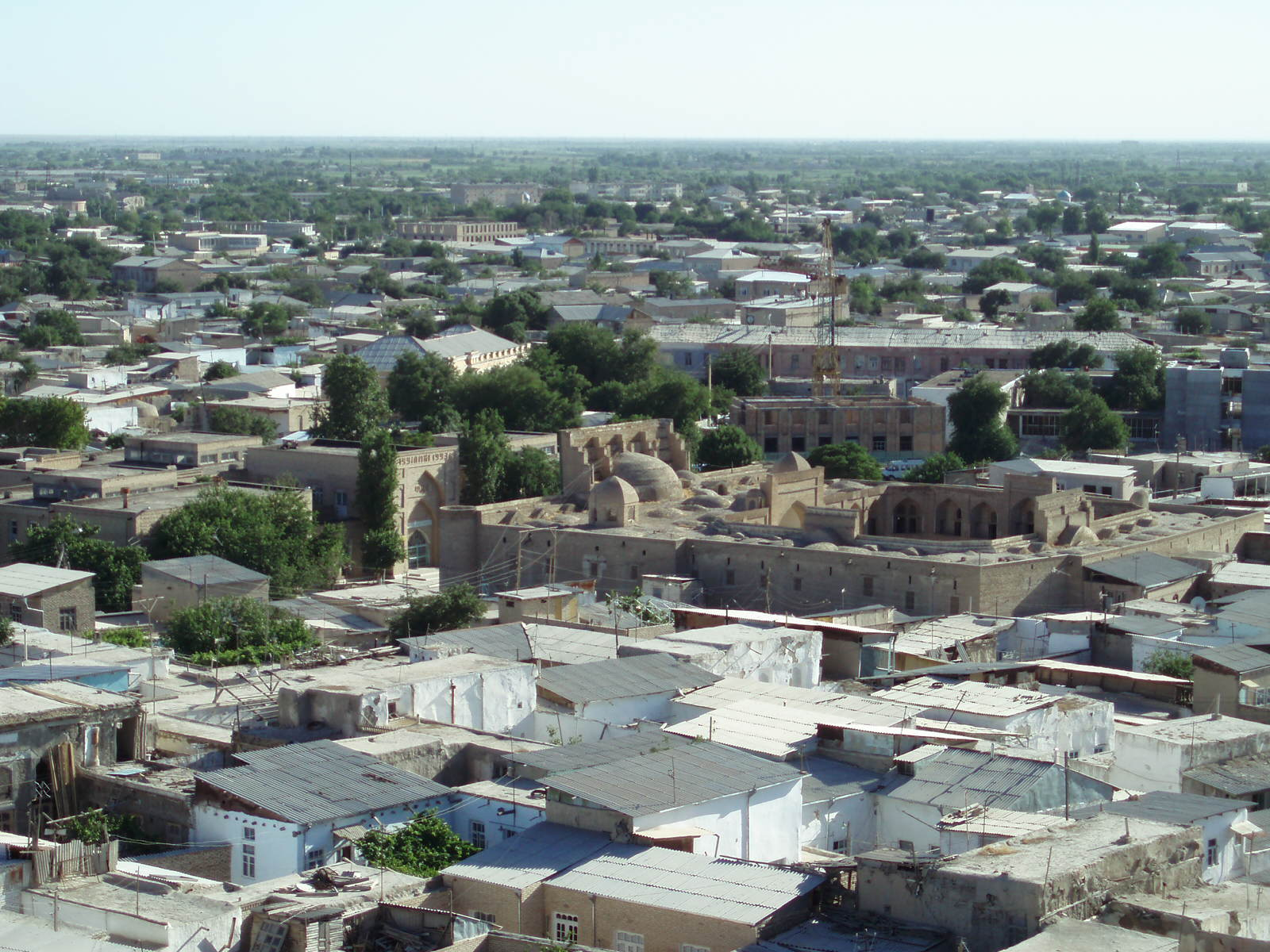
Deel van het oude centrum van Buchara

## Partnersteden
- Samarkant (Oezbekistan)
- Doesjanbe (Tadzjikistan)
- Choedzjand (Tadzjikistan)
- Nisjapoer (Iran)
- Balch (Afghanistan)
- Santa Fe (Verenigde Staten)

## Geboren
- Al-Bukhari (810-870), Perzische soennitisch-islamitische schriftgeleerde
- Aboe Bakr al-Kalabadhi, Perzische soefi, auteur van Kitab at-ta'arruf
- Avicenna (980-1037), beroemde Perzische arts en een van de belangrijkste geleerden van de Middeleeuwen
- Abdurauf Fitrat (1886-1938), dschadidistischer politicus, schrijver en agitator
- Faizulla Chodzjajev (1896-1938), Sovjet-Oezbeekse politicus
- Bachtijor Ichtijarow (1940), Sovjet-Oezbeekse acteur
- Oksana Tsjoesovitina (1975), Duits-Oezbeekse turnster
- Ulugbek Baqoyev (1978), Oezbeekse voetballer
- Iskander Makhmudov (1963), Russische zakenman van Oezbeekse afkomst